# Дерло (деревня)
Дерло (пол. Derło) — деревня в Бяльском повете Люблинского воеводства Польши. Входит в состав гмины Рокитно. По данным переписи 2011 года, в деревне проживало 143 человека.

## География
Деревня расположена на востоке Польши, к югу от реки Западный Буг, вблизи государственной границы с Белоруссией, на расстоянии приблизительно 22 километров северо-востоку от города Бяла-Подляска, административного центра повета. Абсолютная высота — 132 метра над уровнем моря. К югу от населённого пункта проходит региональная автодорога 698.

## История
В конце XVIII века деревня входила в состав Брестского повета Великого княжества Литовского. Согласно «Справочной книжке Седлецкой губернии на 1875 год» деревня входила в состав гмины Богукалы Константиновского уезда Седлецкой губернии. По данным на 1881 год имелось 37 дворов и проживало 299 человек. В период с 1975 по 1998 годы Дерло входило в состав Бяльскоподляского воеводства.

## Население
Демографическая структура по состоянию на 31 марта 2011 года:
|         | Всего | До трудоспособного возраста | Трудоспособного возраста | Старше трудоспособного возраста |
| ------- | ----- | --------------------------- | ------------------------ | ------------------------------- |
| Мужчины | 71    | 14                          | 45                       | 12                              |
| Женщины | 72    | 15                          | 31                       | 26                              |
| Всего   | 143   | 29                          | 76                       | 38                              |